# Orazio Samacchini

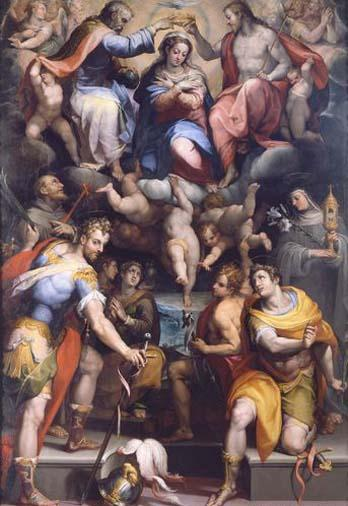
Coronación de la Virgen con santos

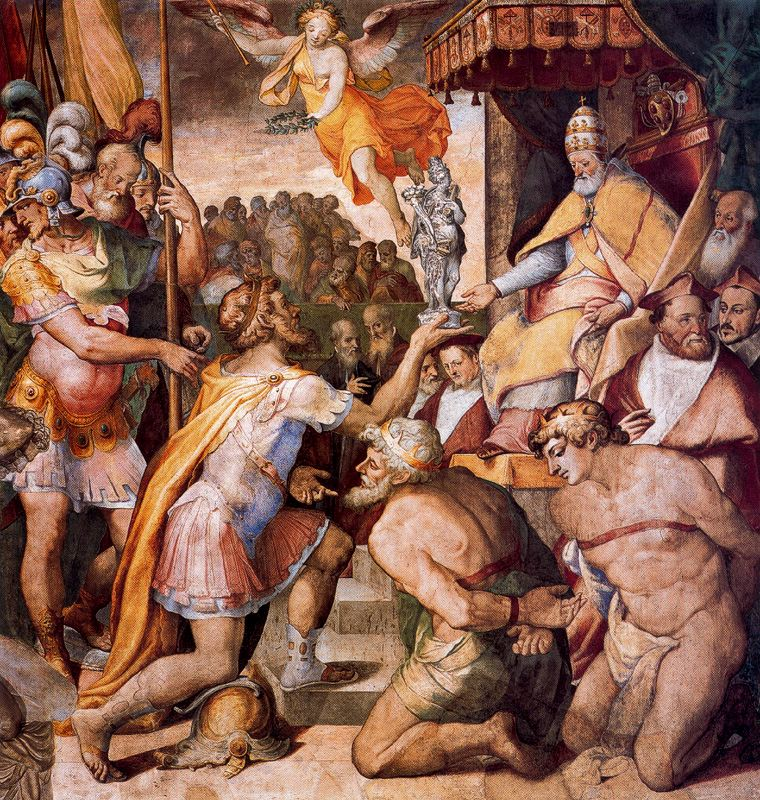
El emperador Otón I reintegra los Estados de la Iglesia al papa Agapito II, Sala Regia, Vaticano.

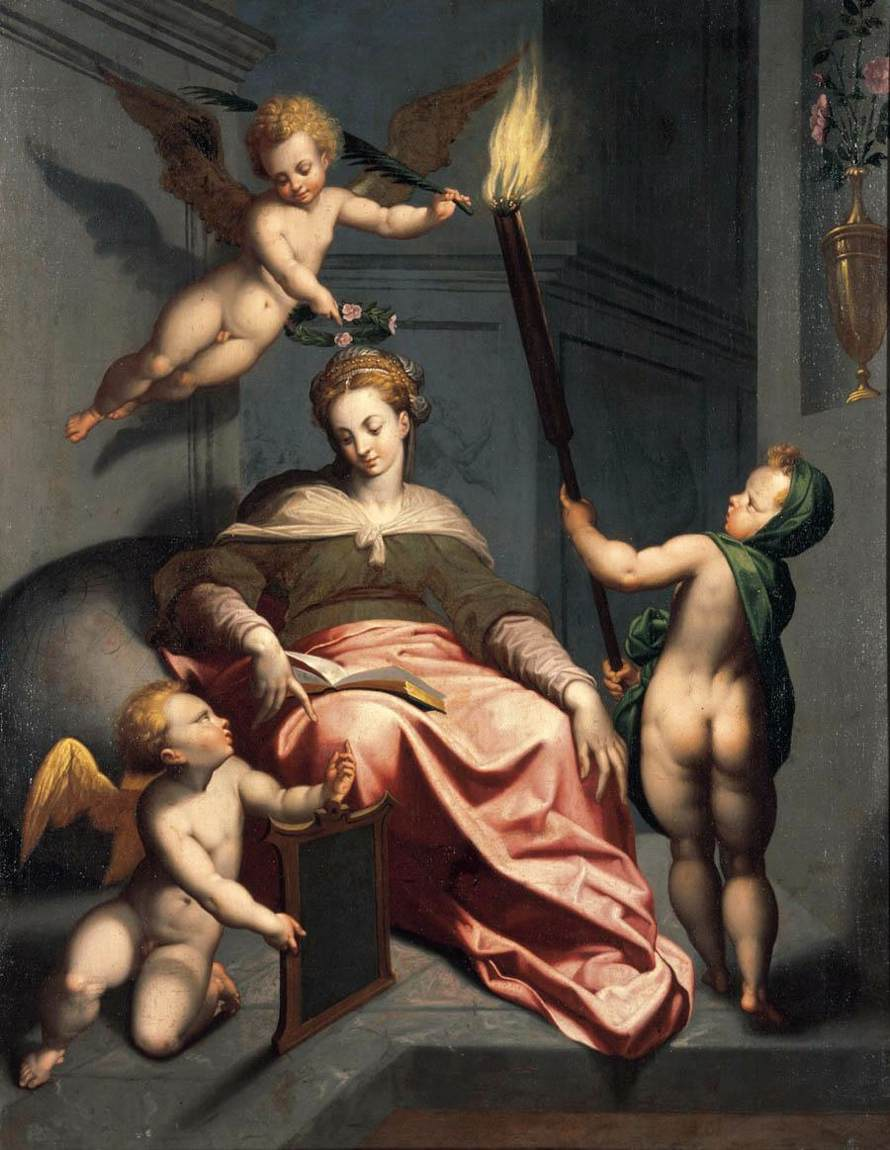
Alegoría de la Sabiduría

Orazio Samacchini (Bolonia, 20 de diciembre de 1532 - Bolonia, 12 de junio de 1577), fue un pintor manierista italiano.

## Biografía
Alumno de Pellegrino Tibaldi y amigo de juventud de Lorenzo Sabatini, su obra temprana refleja el influjo del clasicismo de Rafael tamizado a través de la versión que de éste hicieron artistas de la Escuela Boloñesa como Bartolomeo Bagnacavallo, Innocenzo da Imola o Prospero Fontana. Simplicidad en las formas, colores nítidos y pureza de líneas son las características de la primera época de Samacchini. También es perceptible la influencia de los maestros flamencos de comienzos del siglo XVI.
En 1563 Orazio participó en las decoraciones del Belvedere y la Sala Regia en el Palacio Apostólico de la Ciudad del Vaticano. Esta experiencia supuso en su estilo una mayor complejidad en las composiciones pobladas de vigorosas figuras. Su conocimiento de la obra de Miguel Ángel se puede observar en sus obras posteriores, como los frescos de la Catedral de Parma (1570-1577).
Artista abierto a las corrientes que se imponían en el panorama pictórico de su época, puede detectarse la huella de la escuela parmesana liderada por el Parmigianino en sus frescos en San Abbondio de Cremona, así como la del arte de Federico Zuccari en los que realizó para el Palazzo Vitelli en Città del Castello (1574). En sus últimas obras se percibe el influjo de Vasari y del manierismo más ortodoxo.
Alumno de Samacchini fue el pintor Giovanni Battista Tinti, aunque su influencia es notable en artistas como Cesare Aretusi o Ercole Procaccini.
El único ejemplo conocido de Samacchini en España es un gran Bautismo de Cristo del Museo Lázaro Galdiano de Madrid, que antes se atribuía a Pedro de Campaña y ahora al pintor boloñés, aparte de cuatro dibujos, dos de ellos atribuidos, en el Gabinete de Dibujos, Estampas y Fotografías del Museo del Prado.

## Obras destacadas
- Desposorios de la Virgen (c. 1555-60, San Giuseppe, Bolonia)
- Matrimonio místico de Santa Catalina de Alejandría (c. 1560, Colección Ferrari-Boschetto, Bolonia)
- Frescos del Belvedere (1563, Roma)
- Frescos de la Sala Regia (1563-64, Palacio Apostólico, Ciudad del Vaticano)
  - El emperador Otón I reintegra los Estados de la Iglesia al papa Agapito II
- Crucifixión (1568, Santa Maria dei Servi, Bolonia)
- Transfiguración (1569, Corpus Domine, Bolonia)
- Coronación de la Virgen y santos (1570, Pinacoteca Nacional de Bolonia)
- Alegoría de la Sabiduría (c. 1570, Colección particular)
- Virgen con el Niño y San Juanito (Kunsthistorisches Museum, Viena)
- Hermes ordena a Eneas abandonar a Dido (Museo del Louvre, París)
- Sagrada Familia con Santa Ana (Musée des Beaux-Ars, Burdeos)
- Anunciación (Villa Guastavillani, Bolonia)
- Frescos de la Catedral de Parma (1570-77)
  - La Serpiente de Bronce
  - Moisés golpea la roca
- Frescos del Palazzo Vitelli (1574, Sant'Egidio, Città del Castello)
  - Paolo Vitelli conduce al ejército veneciano en el Casentino
- Frescos de San Abbondio (c. 1575-77, Cremona)
  - Virtudes
  - Profetas y ángeles
- Presentación de Jesús en el Templo (1575, San Giacomo Maggiore, Bolonia)
- Virgen con el Niño entre el apóstol Santiago y San Antonio Abad (1576-77, Santa Maria Maggiore, Bolonia)